# حفرة اليود
حفرة اليود (بالإنجليزية Iodine pit)، تُسمى أيضاً تجويف اليود أو حفرة الزينون، هي حالة تشغيلية يتم فيها تعطيل مؤقت للمفاعل النووي نتيجةً لتراكم المُسَمِّمَات النيوترونية قصيرة الأجل في قلب المفاعل النووي. يُعد نظير زينون 135Xe ، والذي ينتج من الإضمحلال الطبيعي لنظير اليود 135I، المسبب الرئيس لهذه الحالة. إن نظيرَ اليود 135I ذو قدرةٍ ضعيفةٍ نسبياً على امتصاص النيوترونات، بيدَ أن نظيرَ الزينون 135Xe أقوى النوى المعروفة حتى الآن بقدرتها على امتصاص النيوترونات الحرارية، فإذا ما حدث أنْ تراكمَ الزينون 135Xe في قضبان الوقود النووي في المفاعل النووي فإن انخفاضاً حاداً في معدل الإنشطارات النووية سيتبع ذلك نتيجةََ زيادةِ معدلات امتصاص النيوترونات الحرارية من قِبَل الزينون 135Xe. هذا التغير النسبي في معامل الحراجة Criticality coefficient Keff عن الوضع المتزن يُعرف في فيزياء المفاعلات النووية بالتفاعلية Reactivity.
عندما يتم تحريك قضبان التحكم Control rods داخل قلب المفاعل (وذلك للتحكم بالقدرة النووية للمفاعل) يحدث ترنح وعدم إتزان في القدرة النووية بسبب تغير تركيز اليود-135 والزينون-135 حول منطقة تحرك قضبان التحكم. 

تُسمى الشظايا النووية الناتجة من الانشطار النووي ذات الأجل القصير والتي تمتص النيوترونات بسموم المفاعل Reactor poisons، بينما تُسمى تلك اللائي يعشن طويلاً، والمستقرات منهم تحديداً، بخَبَثِ المفاعل Reactor Slags.

## إضمحلال وحرق نواتج الانشطار النووي
كأحد نواتج الانشطار النووي الغنية بالنيوترونات فإن التيلوريوم 135Te يضمحل بإشعاع جسيم بيتا السالب (الإلكترون) وضديد النيوترينو المرافق للإلكترون بعمر نصف قدره تسع عشرة ثانية مُخلفاً وراءه نظير اليود 135I. يحدث تراكم لليود-135 في قلب المفاعل بمعدل يتناسب مع معدل الانشطارات النووية والتي تتناسب مع قدرة المفاعل النووية. بدوره، يضمحل اليود-135 أيضاً بإشعاع بيتا السالب وبعمر نصف قدره 6.57 ساعة، مُخلفاً وراءه نظير الزينون-135 السام. ولكن إنتاج الزينون-135 في قلب المفاعل لا يقتصر فقط على كونه ناتج عن إضمحلال اليود-135، بل ينتج أيضاً في 6.3 % من حالات الانشطار النووي مباشرةً كشظية نووية.

لدى الزينون-135 قدرة هائلة على امتصاص النيوترونات الحرارية، فمقطع عرض التفاعل الاقتناصي يساوي 2.66 مليون بارن، لذلك فهو سام جداً للمفاعل بحيث يمكنه أن يبطيء أو حتى يوقف التفاعل المتسلسل في المفاعل النووي بعد فترة من التشغيل المتواصل. لقد تم اكتشاف ذلك في أولى المفاعلات النووية والتي بُنيت لغاية إنتاج البلوتونيوم ضمن مشروع مانتهاتن الأمريكي لصناعة القنبلة النووية. لحُسن الحظ، فإن مصممي تلك المفاعلات قد أعدوا العُدة تحسباً لانخفاض التفاعلية والتي قد يتسبب بها أي مصرف نيوتروني لم يؤخذ بالحسبان كما هو الحال في الزينون-135. يُذكر أيضاً أن الزينون-135 لعب دوراً مُهماً في كارثة تشيرنوبيل.

يتحول (أو يحترق) الزينون-135 إلى نظير الزينون-136 باقتناص نيوترون حراري، هذا النظير مستقر وليس لديه ميول جادة في قنص النيوترونات. كلما زاد دفق النيوترونات neutron flux-وهو المعدل الزمني للنيوترونات التي تعبر وحدة المساحة ويقاس بوحدة نيوترون/(سم2.ث)، زاد معدل الحرق، فالمفاعلات التي يكون فيها الدفق مضاعفاً تحرق الزينون-135 بمعدل مضاعف أيضاً.

يضمحل الزينون-135 بإشعاع بيتا السالب وبعمر نصف يساوي 9.2 ساعة لينتج السيزيوم-135، ما يعني أن قلب المفاعل المسمم بالزينون يحتاج إلى فترة زمنية تبلغ عدة أعمار نصف حتى يتعافى من التسمم وذلك بخفض تركيز الزينون-135 السام. ففي بعض أنواع المفاعلات، يمكن الظن بأن القلب قد أصبح خالٍ من الزينون-135 بعد ثلاثة أيام من إيقاف التفاعل المتسلسل، بحيث تصبح الحسابات الحرجة صحيحة بدون اعتبار تراكيز الزينون-135. 

أثناء فترة التشغيل يصل تركيز الزينون-135 إلى مستوى ثابت (مستوى الإشباع saturation level)، بحيث يكون معدل حرق الزينون وإضمحلاله مساوٍ لمعدل إنتاجه (سواءً كناتج انشطار مباشر أو نتيجة إضمحلال اليود-135)، يمكن ملاحظة ذلك من المنحنى الأزرق في الرسم البياني، فعند زمن أقل من صفر ساعة تمثل القيمة 1 (أو 100%) النسبة المئوية لتركيز الزينون-135 من التركيز المُشبع للزينون-135 عند قيمة القدرة العظمى. عند تخفيض القدرة النووية للمفاعل، وذلك بغمس قصبان التحكم الماصة للنيوترونات إلى مستويات منخفضة الارتفاع في قلب المفاعل، يقل معدل حرق الزينون-135 لقلة أعداد النيوترونات المتاحة وأيضاً يقل معدل إنتاج الزينون-135 نظراً لانخفاض معدل الانشطارات النووية الناتج عن غمس قضبان التحكم، ولكن أثر نقصان الحرق أكبر من أثر نقصان الإنتاج، في حين أن اليود-135، والذي لا يحترق بامتصاص النيوترونات، ما زال يضمحل منتجاً الزينون-135، لذلك يبدأ الزينون-135 بالتراكم، وإذا ما تُرك الحال على ما هو عليه يمكن لكميات الزينون-135 الكبيرة أن توقف التفاعل المتسلسل، والتراكم الأكبر يحدث عندما تنخفض التفاعلية أكثر حتى يتم إيفاف المفاعل عن إنتاج الطاقة بالكامل. عندما لا يتم إعادة تشغيل المفاعل بعد وقت قصير من إيقافه، يكاد يقل ذلك الوقت عن نصف ساعة، يستحيل إعادة تشغيل المفاعل من جديد قبل يومين تقريباً (يعتمد ذلك على مقدار الدفق النيوتروني قبل إيقاف المفاعل) وذلك لتراكم كميات كبيرة من الزينون-135، عندئذٍ يكون المفاعل في حالة التشغيل المستحيلة Precluded startup أو يُقال أنه قد وقع في حُفرة اليود (أو حفرة الزينون). تلك الفترة الزمنية تُسمى وقت الموت المُسبب بالزينون، أو الانقطاع عن العمل بالتسمم poison outage. لقد تسبب الوقوع في حالات حفرة اليود لمفاعلات إنتاج البلوتونيوم العسكري (239Pu) في الاتحاد السوفييتي إلى تعطل هذه المفاعلات عن الإنتاج لأيام، ما دفع السلطات السوفييتية لمعاقبة المشغلين على عدم مراعاتهم لسرعة الاستجابة عند التوقف وإعادة التشغيل منعاً لزيادة تراكم الزينون-135.

### تأرجحات الزينون Xenon-135 oscillations
إن الارتباط الوثيق بين تراكم الزينون-135 ومقدار الدفق النيوتروني يمكن أن يقود إلى تذبذب القدرة النووية في قلب المفاعل. في المفاعلات التجارية الكبيرة، حيث أن التغير الطفيف على الدفق النيوتروني في مكان ما لا يؤثر على مناطق أخرى داخل القلب، فإن عدم انتظام الدفق قد يتسبب بظاهرة تذبذب أو تأرجح الزينون، وهو تغير دوري في القدرة النووية محلياً بحيث ينتقل خلال قلب المفاعل في فترات زمنية مقدارها خمس عشرة ساعة. يحدث ذلك نتيجة لحقيقة ان زيادة التدفق النيوتروني محلياً يسبب زيادة حرق الزينون-135 وأيضاً زيادة معدل إنتاج اليود-135، بحيث تؤدي الزيادة في إستهلاك الزينون إلى ارتفاع الدفق محلياً (بسبب انخفاض الزينون الذي يمتص النيوترونات). يمكن للقدرة النووية المحلية عند موضع التغير في تركيز الزينون أن تزداد بمقدار ضعفين إلى ثلاثة، ولكن تبقى القدرة النووية الكلية ثابتة تقريباً. إن معاملات الحرارة السالبة مقاومة المعامل الحراري السالب وذات القيمة المطلقة الكبيرة مهمة جداً من ناحية السلامة النووية، فعند ارتفاع القدرة النووية محلياً ترتفع درجة حرارة قضيب الوقود فيحدث توسع لقاعدة الرنين resonance broadening لتفاعل القنص النيوتروني على نوى الوقود (ظاهرة دوبلر) وهذا يؤدي بدوره إلى الزيادة في اقتناص النيوترونات مما يقلل من تبعات ارتفاع الدفق النيوتروني الناتجة عن انخفاض تراكيز الزينون.

### سلوك حفرة اليود
تنخفض التفاعلية في قلب المفاعل بعد إيقافه ثم تعود لترتفع لتأخذ شكل حفرة، إنظر الرسم في الأعلى حيث أن المنحنى الأحمر يكون على شكل حفرة. درجة التسمم وعمق الحفرة وتبعاً لذلك مدة التعطل يعتمدان على قيمة الدفق النيوتروني قبل إيقاف المفاعل. فعلى سبيل المثال، في المفاعلات التي لا تتجاوز قيمة الدفق النيوتروني فيها 5x1016 نيوترون/(سم2.ث) لا يتم ملاحظة وجود سلوك حفرة اليود الموصوف أعلاه، لأن الزينون-135 يزول بشكل رئيسي بفعل الإضمحلال وليس بسبب حدوث القنص النيوتروني، لأن معدل القنص قليل بسبب انخفاض الدفق النيوتروني نسبياً. لذلك لا يتم تشغيل المفاعلات بدفق نيوتروني أعلى من 5x1017 نيوترون/(سم2.ث) لتجنب مشاكل إعادة التشغيل.